# Edward le Despenser, 1. Baron le Despenser

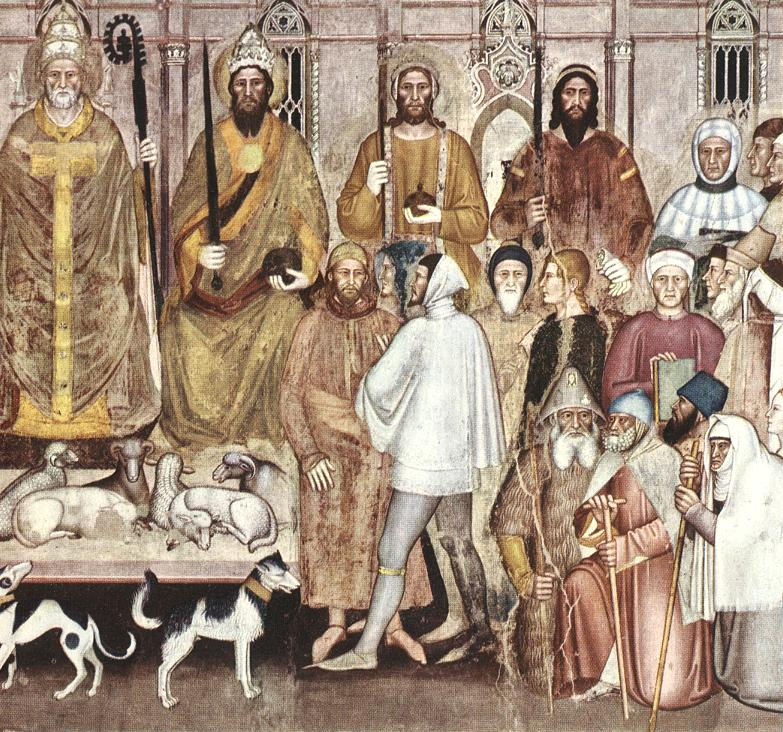
Fresko in der Cappellone degli Spagnoli der Kirche Santa Maria Novella in Florenz, in der Bildmitte, stehend im weißen Gewand und mit Hosenbandorden vermutlich Edward le Despenser

Edward le Despenser, 1. Baron le Despenser KG (* 24. März 1336 in Essendine, Rutland; † 11. November 1375 in Llanblethian, Glamorgan) war ein englischer Adliger und Militär.

## Herkunft und Familie
Edward war ein Sohn von Edward le Despenser († 1342) und von Anne de Ferrers, einer Tochter von William Ferrers, 1. Baron Ferrers of Groby. Zu seinen jüngeren Brüdern gehörte Henry Despenser, der Bischof von Norwich wurde. Sein Vater war der zweite Sohn von Hugh le Despenser, dem 1326 gestürzten und hingerichteten Favoriten von König Eduard II., er fiel während des Bretonischen Erbfolgekriegs 1342 bei der Belagerung von Vannes. Edward erbte dessen umfangreiche Besitzungen, darunter neun vor allem in den Midlands gelegene Güter. Während seiner Minderjährigkeit wurde der Großteil seines Besitzes von Verwandten und Beamten verwaltet. Vermutlich 1346 wurde für ihn die einträgliche Heirat mit Elizabeth Burghersh († 1409), der einzigen Tochter und Erbin von Bartholomew Burgersh, 2. Baron Burgersh und von Cecily Weyland vereinbart. Seine Verlobte war die Enkelin von Bartholomew Burghersh dem Älteren († 1355), der ein reicher Magnat und King’s Chamberlain war. Die Heirat fand vor dem 2. August 1354 statt. 1349 war Edward nach dem kinderlosen Tod seines Onkels Hugh le Despenser, 1. Baron le Despenser der Erbe von dessen Besitzungen, darunter Glamorgan in Südostwales, geworden. Nachdem Elizabeth, die Witwe seines Onkels, ihr Wittum erhalten hatte, wurde am 8. Februar 1350 die Bewirtschaftung der anderen Besitzungen für nur £ 1000 jährlich an Bartholomew Burghersh dem Älteren vergeben. Nach dessen Tod 1355 fiel sie zu den gleichen Bedingungen an Despensers Mutter Lady Anne, bis Edward im März 1357 volljährig wurde. Nach dem Tod von Elizabeth, der Witwe seines Onkels, 1359 erbte er deren Wittum. Nach dem Tod seines Schwiegervaters 1369 erbte Despenser zehn Güter in Suffolk sowie die Hälfte der Herrschaft Ewias Lacy in den Welsh Marches.

## Militärische Karriere
Despensers militärische Karriere begann bereits 1355, als er während des Hundertjährigen Kriegs im Gefolge seines Schwiegervaters am Feldzug des Schwarzen Prinzen in der Gascogne und am 19. September 1356 an der Schlacht von Poitiers teilnahm. Er blieb vermutlich bis März 1357 in Südwestfrankreich und kehrte im folgenden Monat mit dem Schwarzen Prinzen nach London zurück. Am 15. Dezember 1357 wurde er als Baron by Writ in das Parlament berufen und damit zum Baron le Despenser erhoben. Als König Eduard III. im Oktober 1359 seinen letzten Feldzug nach Frankreich unternahm, gehörte Despenser zum königlichen Heer, und er blieb mindestens bis 1361 in Frankreich. 1361 wurde er in den Hosenbandorden aufgenommen.
Am 13. November 1362 war er in London, als Lionel of Antwerp, der dritte Sohn des Königs, zum Duke of Clarence erhoben wurde, und er gehörte später zum Gefolge von Clarence. Im Mai 1368 war er der ranghöchste Edelmann im Gefolge von Clarence, als dieser zu seiner Hochzeit mit Violante Visconti, der Tochter von Galeazzo II. Visconti nach Mailand aufbrach. Clarence starb kurz nach der Hochzeit überraschend am 17. Oktober 1368 in Italien, und Despenser war überzeugt, dass er vergiftet worden war. Aus Vergeltung trat er in den Dienst von Papst Urban V. und kämpfte für diesen sowie für Venedig gegen die Visconti von Mailand. Am 10. März 1370 lobte der Papst in einem Brief an John of Gaunt Despensers Tapferkeit in den Kämpfen in der Lombardei. Despenser blieb vier Jahre in Italien, bis er auf Verlangen von John of Gaunt im Sommer 1372 nach England zurückkehrte. Er diente als Constable der Armee von John of Gaunt, als dieser 1373 in einer großen, jedoch verlustreichen Chevauchée von Calais nach Bordeaux zog. Im Frühjahr 1375 nahm Despenser am Feldzug von Edmund of Langley, Earl of Cambridge und von Edmund Mortimer, 3. Earl of March in die Bretagne und am Angriff auf Quimperlé teil. Nachdem der Feldzug durch den Waffenstillstand von Brügge beendet wurde, kehrte Despenser nach England zurück und besuchte seine Güter in Wales. Im September 1375 war er in Cardiff, einige Wochen später starb er auf einem seiner walisischen Güter im Alter von 39 Jahren. Er wurde in Tewkesbury Abbey begraben, wo sein Grabdenkmal, das ihn betend in voller Rüstung zeigt, noch erhalten ist.

## Nachkommen
Aus seiner Ehe mit Elizabeth Burgersh hatte er mehrere Kinder, darunter:
- Margaret Despenser († 3. November 1415) ⚭ Robert Ferrers, 5. Baron Ferrers of Chartley
- Elizabeth Despenser († April 1408), ⚭ (1) John Arundel, 2. Baron Arundel (1364–1390), ⚭ (2) William Zouche, 3. Baron Zouche of Haryngworth
- Anne le Despenser († Oktober 1426), ⚭ (1) Sir Hugh Hastings, ⚭ (2) Thomas de Morley, 4. Baron Morley
- Thomas le Despenser, 1. Earl of Gloucester (1373–1400)

Sein Erbe wurde sein zweijähriger Sohn Thomas, bis zu dessen Volljährigkeit 1394 Glamorgan und die anderen Güter jedoch von der Krone verwaltet wurde. Seine Witwe Elizabeth erhielt Caerphilly Castle mit einigen Ländereien in Glamorgan als Wittum.

## Nachwirkung
Despenser galt in seiner Zeit als Kriegsheld. Seine lange Anwesenheit und seine Tapferkeit in Italien wurden vermutlich durch ein Fresko von Andrea da Firenze in der Spanischen Kapelle der Kirche Santa Maria Novella in Florenz gewürdigt, auf dem er in der Nähe von Kaiser Karl IV. mit dem Hosenbandorden dargestellt ist. Dieses Bild ist, nach einer Darstellung von Thomas Becket, das zweitälteste Porträt eines italienischen Künstlers von einem Engländer. Despensers Tapferkeit wurde auch von dem Chronisten Jean Froissart beschrieben, der ihn den ehrenwertesten englischen Ritter seiner Zeit nannte.